# Pneumokocker
Pneumokocker (Streptococcus pneumoniae) är en art av bakterier inom släktet streptokocker som kan orsaka ett stort antal olika sjukdomar. 
Pneumokocken är en kapslad grampositiv bakterie under kategorin streptokocker som finns i näsans normalflora hos ungefär hälften av alla barn och även i normalfloran i munhålan och i de övre luftvägarna hos friska personer, men kan komma att bli en patogen bakterie under vissa förutsättningar. Detta medför att friska barn kan vara bärare utan att själv utveckla sjukdomstillstånd. Med bakterien som kan ge upphov till lobär pneumoni, klassisk lunginflammation, i kroppen är vuxna oftast bärare av bakterien en kortare tid, ett par veckor, i jämförelse med barn som kan vara bärare i upp till någon månad.
Denna bakterie är den vanligaste orsaken till lunginflammation, pneumokockpneumoni, men också till hjärnhinneinflammation, meningit, och blodförgiftning, sepsis. Andra sjukdomar som pneumokockerna kan ge upphov till är ledinflammation, artrit, öroninflammation, otit, infektion i hjärtklaffarna, endokardit, bihåleinflammation och bukhinneinflammation, peritonit.

## Morfologi

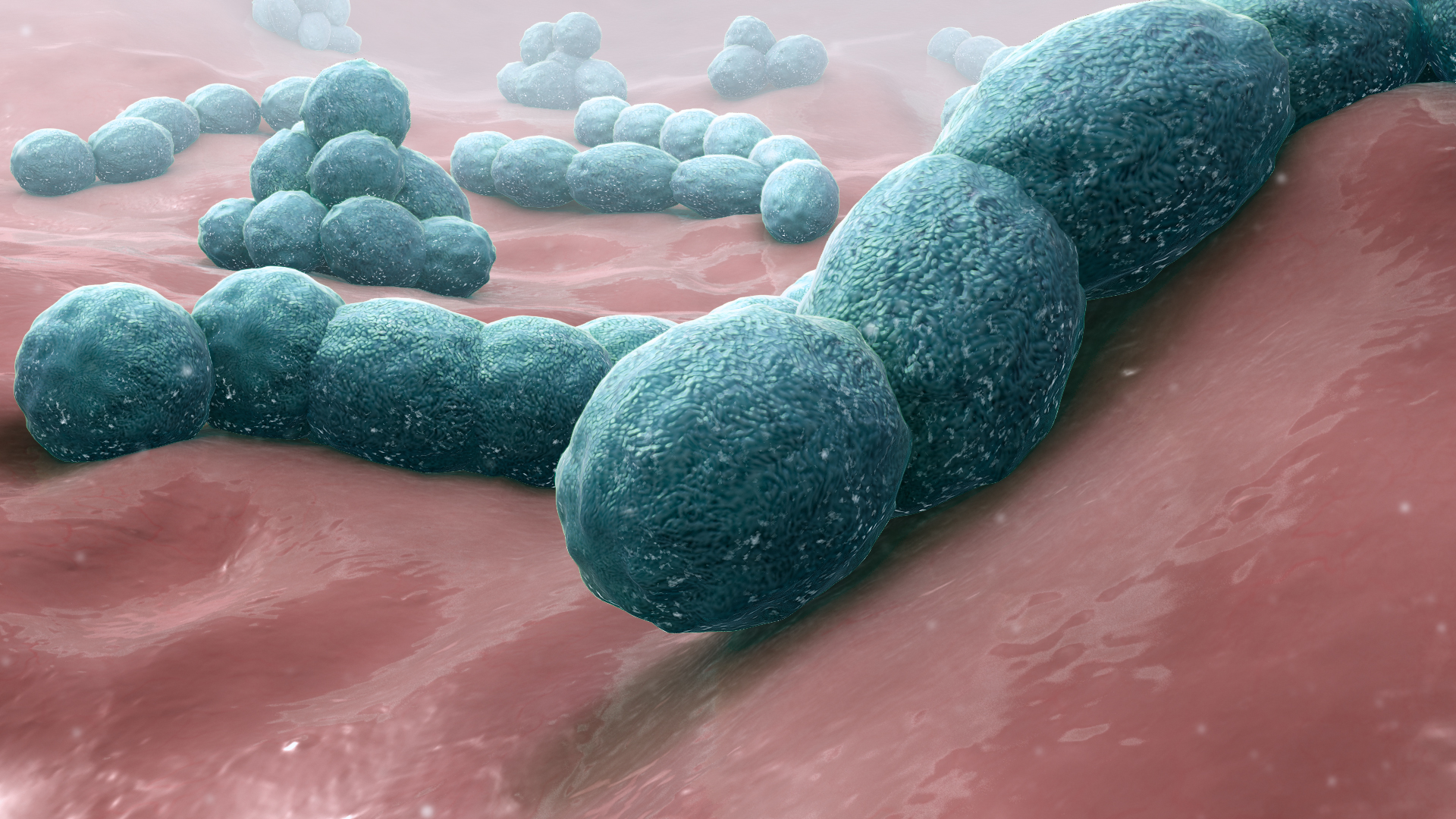
3d-modell av Streptococcus pneumoniae.

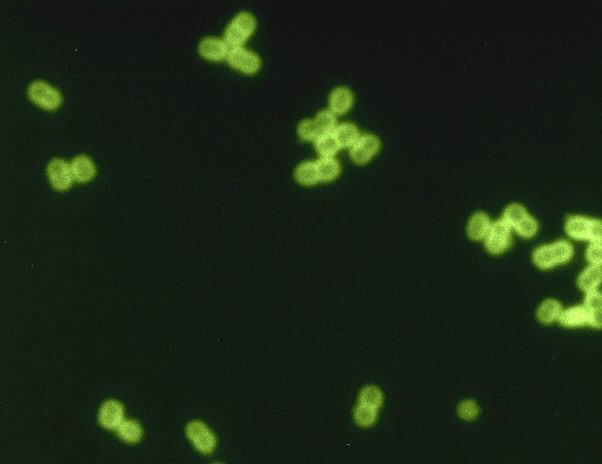
Streptococcus pneumoniae i ryggmärgsvätska.

Dessa kulformade inkapslade och grampositiva kocker framträder tydligt vid gramfärgning då de syns som diplokocker eftersom de oftast förekommer i korta kedjor. Över 90 olika serotyper är kända idag och de har alla olika hög grad av resistens mot läkemedelsbehandlingar så som antibiotika. Bakterierna är även katalasnegativa och alfahemolytiska.

## Lobär pneumoni
Främsta orsaken till den klassiska lunginflammationen, lobär pneumoni, är pneumokocker, som står för ungefär hälften av fall i Sverige. Bakterierna kan invadera en eller flera lunglober som snabbt kan ge upphov till akut feber, frossa och allmänt sjukdomstillstånd. Bakterien kan vidare sprida sig ut i blodet. Herpes-blåsor är relativt vanligt förekommande hos patienter som insjuknat i lobär pneumoni. Antalet leukocyter, vita blodkroppar, ökar i kroppen då immunförsvaret sätts i gång.
För att diagnostisera lunginflammationen gör oftast först ett CRP-test, där man mäter ”c-reaktiv protein”-halten i blodet. Detta är viktigt för immunförsvaret och ökar då en infektion eller inflammation har uppstått i kroppen och därmed ger ett högt värde på detta provsvar information om en bekräftad inflammation. Hos en patient med pneumoni ligger vanligen värdet på 200-400 mg/l. För att säkerställa diagnosen görs sedan oftast bakterieodlingar av bakterier från luftvägssekret. Vid sepsis tas bakterier från blodet och vid meningit tas bakterier från ryggmärgsvätskan.

## Behandling
Pneumokockinfektioner är i regel lätta att behandla med antibiotika, penicillin, och det är ovanligt att i övrigt friska personer dör av denna infektion, även om det händer i ett par fall per år i Sverige. Vissa pneumokockinfektioner är resistenta, eller har en nedsatt känslighet mot penicillin. Trots detta kan höga doser bota även dessa typer. En del kan även behandlas med cefotaxim intravenöst, meropenem eller vankomycin.

## Vaccin
Sedan 1 januari 2009 ingår pneumokockvaccin i det allmänna barnvaccinationsprogrammet i Sverige. Barnen får doser av detta vaccin vid 3 månader, 5 månader och 12 månaders ålder. Infektionskänsliga barn kan behöva ytterligare injektioner. Beroende på vilket landsting man tillhör erbjuds antingen ett 10- eller 13- valent vaccin, dvs ett vaccin som fungerar på 10 alternativt 13 av pneumokockens varianter. Tidigare fanns även ett 7-valent vaccin, men som inte längre används.